# Czechówka (województwo małopolskie)
Czechówka – wieś w Polsce położona w województwie małopolskim, w powiecie myślenickim, w gminie Siepraw.
W latach 1975–1998 miejscowość administracyjnie należała do województwa krakowskiego.
Powstanie wsi datowane na XII/XIII wiek (z tego okresu pochodzą pierwsze wzmianki). Prawdopodobnie założona przez Czecha z dworu króla Kazimierza Sprawiedliwego, choć ślady bytowania ludzi pochodzą sprzed kilkunastu tysięcy lat. Dawniej nazywana Czechową Wolą. W średniowieczu polowali tutaj królowie polscy, którzy przyjeżdżali tutaj z pobliskiego Zamku Dobczyckiego. We wsi znajdował się kiedyś stary dworek. Z nielicznych pozostałości z czasów zaborów pozostał dzwon, którym zwoływano ludzi do robót pańszczyźnianych.
Wieś położona na Pogórzu Wielickim znana jest, tak jak i cała gmina, z produkcji szczotek i pędzli. Płynąca przez wieś rzeczka Wolnica zasila Jezioro Dobczyckie.

Wieś posiada szkołę podstawową z przedszkolem.